# Список видов семейства Mysmenidae
Список всех описанных видов пауков семейства Mysmenidae на 28 октября 2013 года.

## Anjouanella
Anjouanella Baert, 1986
- Anjouanella comorensis Baert, 1986 — Коморские острова

## Brasilionata
Brasilionata Wunderlich, 1995
- Brasilionata arborense Wunderlich, 1995 — Бразилия

## Calodipoena
Calodipoena Gertsch & Davis, 1936
- Calodipoena biangulata Lin & Li, 2008 — Китай
- Calodipoena caribbaea (Gertsch, 1960) — Ямайка, Тринидад
- Calodipoena colima (Gertsch, 1960) — Мексика
- Calodipoena conica (Simon, 1895) — Алжир
- Calodipoena cornigera Lin & Li, 2008 — Китай
- Calodipoena dumoga Baert, 1988 — Сулавеси
- Calodipoena incredula Gertsch & Davis, 1936 — США, Багамы, Куба
- Calodipoena mooatae Baert, 1988 — Сулавеси
- Calodipoena stathamae (Gertsch, 1960) — Мексика, Панама, Ямайка
- Calodipoena tarautensis Baert, 1988 — Сулавеси

## Calomyspoena
Calomyspoena Baert & Maelfait, 1983
- Calomyspoena santacruzi Baert & Maelfait, 1983 — Галапагоссы

## Chanea
Chanea Miller, Griswold & Yin, 2009
- Chanea suukyii Miller, Griswold & Yin, 2009 — Китай

## Gaoligonga
Gaoligonga Miller, Griswold & Yin, 2009
- Gaoligonga changya Miller, Griswold & Yin, 2009 — Китай
- Gaoligonga zhusun Miller, Griswold & Yin, 2009 — Китай

## Iardinis
Iardinis Simon, 1899
- Iardinis martensi Brignoli, 1978 — Непал
- Iardinis mussardi Brignoli, 1980 — Индия

## Isela
Isela Griswold, 1985
- Isela okuncana Griswold, 1985 — Южная Африка

## Itapua
Itapua Baert, 1984
- Itapua tembei Baert, 1984 — Парагвай

## Kekenboschiella
Kekenboschiella Baert, 1982
- Kekenboschiella awari Baert, 1984 — Новая Гвинея
- Kekenboschiella marijkeae Baert, 1982 — Новая Гвинея
- Kekenboschiella nubiai Baert, 1984 — Новая Гвинея
- Kekenboschiella vangoethemi Baert, 1982 — Новая Гвинея

## Kilifina
Kilifina Baert & Murphy, 1992
- Kilifina inquilina (Baert & Murphy, 1987) — Кения

## Leviola
Leviola Miller, 1970
- Leviola termitophila Miller, 1970 — Ангола

## Maymena
Maymena Gertsch, 1960
- Maymena ambita (Barrows, 1940) — США
- Maymena calcarata (Simon, 1897) — Сент-Винсент
- Maymena cascada Gertsch, 1971 — Мексика
- Maymena chica Gertsch, 1960 — Мексика
- Maymena delicata Gertsch, 1971 — Мексика
- Maymena grisea Gertsch, 1971 — Мексика
- Maymena kehen Miller, Griswold & Yin, 2009 — Китай
- Maymena mayana (Chamberlin & Ivie, 1938) — Мексика
- Maymena misteca Gertsch, 1960 — Мексика
- Maymena paquini Miller, Griswold & Yin, 2009 — Китай
- Maymena rica Platnick, 1993 — Коста-Рика
- Maymena roca Baert, 1990 — Перу
- Maymena sbordonii Brignoli, 1974 — Мексика

## Microdipoena
Microdipoena Banks, 1895
- Microdipoena elsae Saaristo, 1978 — Сейшеллы
- Microdipoena guttata Banks, 1895 — от США до Парагвая
- Microdipoena nyungwe Baert, 1989 — Руанда
- Microdipoena vanstallei Baert, 1985 — Камерун

## Mosu
Mosu Miller, Griswold & Yin, 2009
- Mosu dayan Lin & Li, 2013 — Китай
- Mosu huogou Miller, Griswold & Yin, 2009 — Китай
- Mosu nujiang Miller, Griswold & Yin, 2009 — Китай
- Mosu tanjia Lin & Li, 2013 — Китай

## Mysmena
Mysmena Simon, 1894
- Mysmena arcilonga Lin & Li, 2008 — Китай
- Mysmena baoxingensis Lin & Li, 2013 — Китай
- Mysmena bizi Miller, Griswold & Yin, 2009 — Китай
- Mysmena calypso Gertsch, 1960 — Тринидад
- Mysmena changouzi Miller, Griswold & Yin, 2009 — Китай
- Mysmena furca Lin & Li, 2008 — Китай
- Mysmena gibbosa Snazell, 1986 — Испания
- Mysmena goudao Miller, Griswold & Yin, 2009 — Китай
- Mysmena guianensis Levi, 1956 — Гайана
- Mysmena haban Miller, Griswold & Yin, 2009 — Китай
- Mysmena isolata Forster, 1977 — Остров Святой Елены
- Mysmena jinlong Miller, Griswold & Yin, 2009 — Китай
- Mysmena leichhardti Lopardo & Michalik, 2013 — Квинсленд
- Mysmena leucoplagiata (Simon, 1879) — Южная Европа до Азербайджана
- Mysmena nojimai Ono, 2010 — Япония
- Mysmena phyllicola (Marples, 1955) — Самоа, Ниуэ
- Mysmena quebecana Lopardo & Duperre, 2008 — Канада
- Mysmena rostella Lin & Li, 2008 — Китай
- Mysmena shibali Miller, Griswold & Yin, 2009 — Китай
- Mysmena spirala Lin & Li, 2008 — Китай
- Mysmena taiwanica Ono, 2007 — Тайвань
- Mysmena tasmaniae Hickman, 1979 — Тасмания
- Mysmena vitiensis Forster, 1959 — Фиджи
- Mysmena wawuensis Lin & Li, 2013 — Китай
- Mysmena woodwardi Forster, 1959 — Новая Гвинея
- Mysmena zhengi Lin & Li, 2008 — Китай

## Mysmenella
Mysmenella Brignoli, 1980
- Mysmenella gongi Yin, Peng & Bao, 2004 — Китай
- Mysmenella illectrix (Simon, 1895) — Филиппины
- Mysmenella jobi (Kraus, 1967) — Палеарктика
- Mysmenella menglunensis Lin & Li, 2008 — Китай
- Mysmenella mihindi Baert, 1989 — Руанда
- Mysmenella ogatai Ono, 2007 — Япония
- Mysmenella papuana Baert, 1984 — Новая Гвинея
- Mysmenella pseudojobi Lin & Li, 2008 — Китай, Япония
- Mysmenella saltuensis (Simon, 1895) — Шри-Ланка
- Mysmenella samoensis (Marples, 1955) — Самоа, Гавайи
- Mysmenella yinae Lin & Li, 2013 — Китай

## Mysmeniola
Mysmeniola Thaler, 1995
- Mysmeniola spinifera Thaler, 1995 — Венесуэла

## Mysmenopsis
Mysmenopsis Simon, 1897
- Mysmenopsis archeri Platnick & Shadab, 1978 — Бразилия
- Mysmenopsis atahualpa Baert, 1990 — Перу
- Mysmenopsis beebei (Gertsch, 1960) — Тринидад
- Mysmenopsis capac Baert, 1990 — Перу
- Mysmenopsis cidrelicola (Simon, 1895) — Венесуэла
- Mysmenopsis cienaga Muller, 1987 — Колумбия, Перу
- Mysmenopsis cymbia (Levi, 1956) — США
- Mysmenopsis dipluramigo Platnick & Shadab, 1978 — Панама
- Mysmenopsis femoralis Simon, 1897 — Сент-Винсент
- Mysmenopsis funebris Simon, 1897 — Сент-Винсент
- Mysmenopsis furtiva Coyle & Meigs, 1989 — Ямайка
- Mysmenopsis gamboa Platnick & Shadab, 1978 — Панама
- Mysmenopsis huascar Baert, 1990 — Перу
- Mysmenopsis ischnamigo Platnick & Shadab, 1978 — Панама, Тринидад, Перу
- Mysmenopsis ixlitla (Levi, 1956) — Мексика
- Mysmenopsis kochalkai Platnick & Shadab, 1978 — Колумбия
- Mysmenopsis mexcala Gertsch, 1960 — Мексика
- Mysmenopsis monticola Coyle & Meigs, 1989 — Ямайка
- Mysmenopsis pachacutec Baert, 1990 — Перу
- Mysmenopsis palpalis (Kraus, 1955) — Мексика, Гондурас
- Mysmenopsis penai Platnick & Shadab, 1978 — Эквадор
- Mysmenopsis schlingeri Platnick & Shadab, 1978 — Перу
- Mysmenopsis tengellacompa Platnick, 1993 — Коста-Рика
- Mysmenopsis tibialis (Bryant, 1940) — Куба
- Mysmenopsis viracocha Baert, 1990 — Перу
- Mysmenopsis wygodzinskyi Platnick & Shadab, 1978 — Перу
- Mysmenopsis yupanqui Baert, 1990 — Перу

## Phricotelus
Phricotelus Simon, 1895
- Phricotelus stelliger Simon, 1895 — Шри-Ланка

## Simaoa
Simaoa Miller, Griswold & Yin, 2009
- Simaoa bianjing Miller, Griswold & Yin, 2009 — Китай
- Simaoa kavanaugh Miller, Griswold & Yin, 2009 — Китай
- Simaoa maku Miller, Griswold & Yin, 2009 — Китай
- Simaoa yaojia Miller, Griswold & Yin, 2009 — Китай

## Tamasesia
Tamasesia Marples, 1955
- Tamasesia acuminata Marples, 1955 — Самоа
- Tamasesia marplesi Brignoli, 1980 — Новая Каледония
- Tamasesia rotunda Marples, 1955 — Самоа

## Trogloneta
Trogloneta Simon, 1922
- Trogloneta canariensis Wunderlich, 1987 — Канарские Острова
- Trogloneta cantareira Brescovit & Lopardo, 2008 — Бразилия
- Trogloneta cariacica Brescovit & Lopardo, 2008 — Бразилия
- Trogloneta denticocleari Lin & Li, 2008 — Китай
- Trogloneta granulum Simon, 1922 — Европа
- Trogloneta madeirensis Wunderlich, 1987 — Мадейра
- Trogloneta mourai Brescovit & Lopardo, 2008 — Бразилия
- Trogloneta paradoxa Gertsch, 1960 — США
- Trogloneta speciosum Lin & Li, 2008 — Китай
- Trogloneta uncata Lin & Li, 2013 — Китай
- Trogloneta yuensis Lin & Li, 2013 — Китай